# Чикаленко-Келлер Ганна Євгенівна
Ганна Євгенівна Чикаленко-Келлер (1884–1964) — українська журналістка, жіноча діячка, перекладачка, бібліографка, публіцистка, фейлетоністка, перекладачка. Дочка Є. Чикаленка, дружина німецького лінгвіста д-ра Георга-Зигмунда Келлера (1887-1961).

## Життєпис
Родом із с. Перешори на Херсонщині, дочка Євгена та Марії Чикаленків, дружина німецького філолога Ґеорґа Келлера.

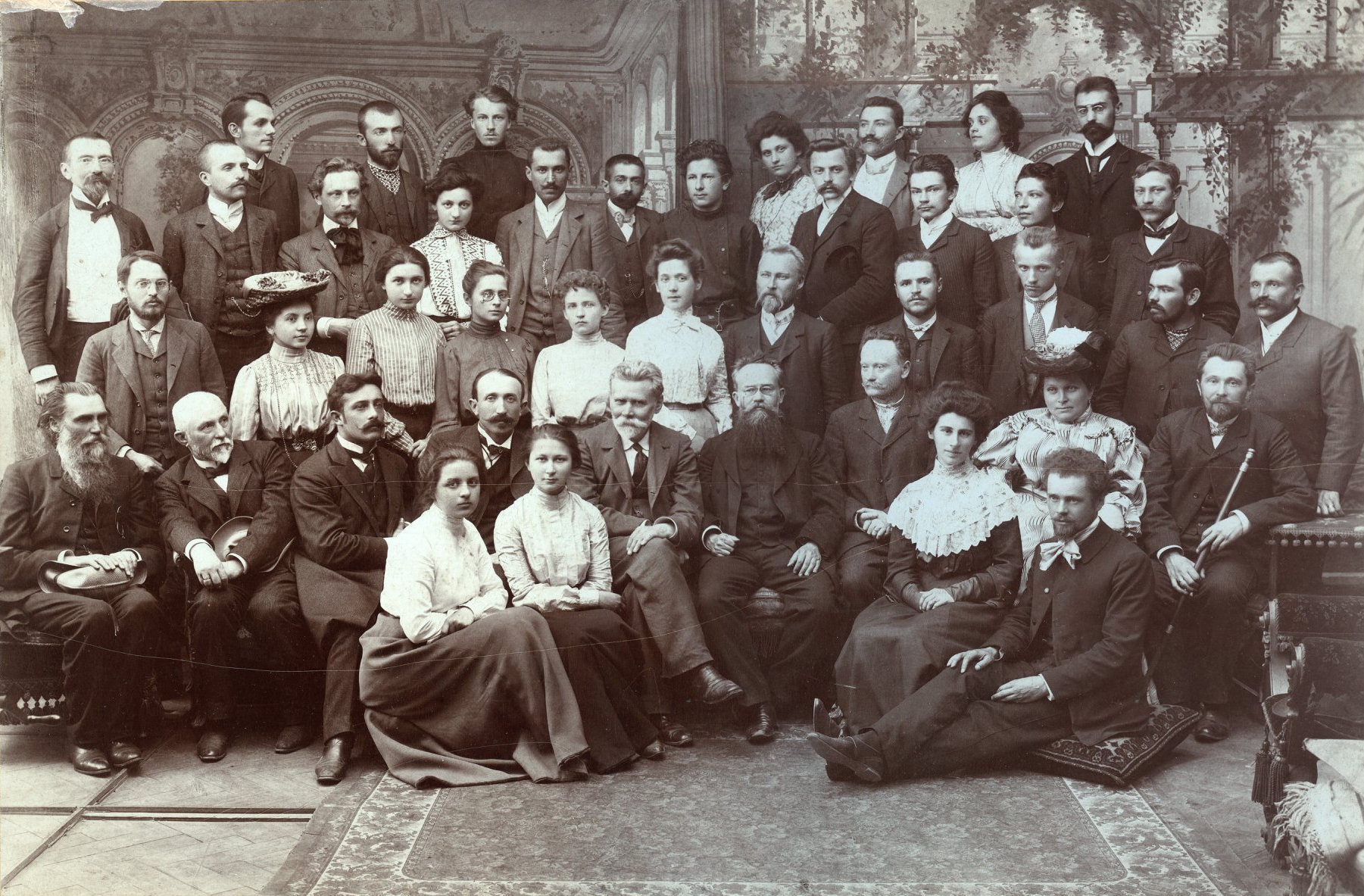
Викладачі та студенти Наукових курсів українознавства у Львові (організованих ТПУНЛШ), 5 липня 1904 р. Зліва направо: перший ряд (сидять): М. Дверницька, В. Чикаленківна, А. Трушева, І. Труш;
другий ряд (сидять): П. Рябков, Т. Ревакович, І. Брик, М. Ганкевич, Хв. Вовк, М. Грушевський, І. Франко, М. Грушевська, Вол. Гнатюк;
третій ряд (стоять): Вол. Дорошенко, М. Підлісецька (Мудракова), Г. Чикаленківна, К. Голицинська, О. Андрієвська, М. Липа, І. Липа, Ф. Шолудько, В. Панейко, Л. Сміщук, Л. Гарматій;
четвертий ряд (стоять): Вол. Лаврівський, Е. Голицинський, Юл. Бачинський, М. Крушельницька (Дроздовська), Дм. Дорошенко, Я. Грушкевич, Л. Чикаленко, Мих. Грушкевич, Ст. Дольницький, А. Хомик, М. Росткович;
п'ятий ряд (стоять): Юл. Ситник, Ол. Скоропис, Дм. Розов, Д. Старосольська (Шухевичівна), Вол. Загайкевич, Т. Єрми (п-ні Боднарова), Мих. Мочульський.

Середню освіту здобувала в жіночій гімназії в Одесі. За її спогадами, у неї з сестрою історію викладав колишній улюблений батьків учитель Леонід Смоленський, "старий, але надзвичайний". Ганна пригадувала, як через неї батько Євген Чикаленко українізував її товаришку Ольгу Родзянко, дочку відомої родини з Веселого Подолу. В їхньому маєтку народився як син управителя і зростав славний український байкар Леонід Глібов. Ольга про це довідалася лише від Ганни Чикаленко, а та, звісно, від свого батька Євгена. Останній заохочував Ганну вчити байки і проказувати Ользі (бо українська книжка в гімназії була під забороною). Так 12-13-річна Ольга працювала над українізацією своєї подруги.
Студіювала в Одесі, Лозанні, Единбурзі й Женеві.
Дописувала перед Першою світовою війною до «Ради» і «Літературно-наукового вісника».
1918–1920 — перебувала з українською дипломатичною місією у Швейцарії.
Брала участь у багатьох міжнародних жіночих конгресах.
Перекладала з чужих мов на українську й з української на французьку.
З 1931 року працювала в університетській бібліотеці в Тюбінґені (Німеччина), де знайшла один із двох відомих першодруків праці Юрія Дрогобича «Прогностикон».
Померла в 1964 році в Женеві.